# Mercedes Cup 1992
Il Mercedes Cup 1992 è stato un torneo di tennis giocato sulla terra rossa. È stata la 15ª edizione del Mercedes Cup, che fa parte della categoria Championship Series nell'ambito dell'ATP Tour 1992. Si è giocato a Stoccarda in Germania, dal 13 al 19 luglio 1992.

## Campioni

### Singolare
Andrij Medvedjev ha battuto in finale  Wayne Ferreira con il punteggio di 6–1, 6–4, 6(5)–7, 2–6, 6–1

### Doppio
Glenn Layendecker /  Byron Talbot hanno battuto in finale  Marc Rosset /  Javier Sánchez con il punteggio di 4–6, 6–3, 6–4